# Avis de coup de vent
Pour les articles homonymes, voir Avertissement.

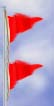
Drapeaux avertissant d'un coup de vent aux États-Unis.

Un avis ou avertissement de coup de vent est un bulletin de renseignements ou d’avertissement émis par les autorités maritimes compétentes d'un pays quant à l'existence ou à la prévision de vent de force 8 à 9 (sur l'échelle de Beaufort), soit 34 à 47 nœuds.  Le but de ces avertissements est de permettre aux marins de prendre des précautions pour s'assurer de leur sécurité en mer. Pour les vents de plus fortes puissances des avertissements de vent de tempête ou vent d'ouragan seront envoyés, selon la force prévue. 

## Fonctionnement par pays
Aux États-Unis, les avertissements sont émis par le National Weather Service aux zones dans lesquelles on a, ou aura bientôt, des vents de force 8 à 9. Des bulletins sont déjà émis si l'on prévoit des vents de force 7 pendant au moins une heure, ou des rafales allant jusqu'à 57 mph (soit légèrement au-dessus de la force 9). Au Royaume-Uni, ces avertissements sont émis par le Met Office et sont diffusés à la radio BBC Radio 4 quatre fois par jour à des heures fixes dans la bande 198 kilohertz pour le Shipping Forecast; ces informations sont destinées aux côtes et mers des îles Britanniques) et s'étendent de l'Islande (au nord) au sud de l'Espagne. Met Éireann est le bureau météorologique irlandais, qui se charge des avertissements pour les mers entourant l'Irlande, s'étendant des zones définies par les caps (Fair Head, Malin Head, Mizen Head, cap de Carnsore) et une zone pour la mer d'Irlande. Le Service météorologique du Canada émet un avertissement similaire pour les lacs et océans sous la juridiction du Canada. En France un avertissement est donné à partir de la force 7 (28 à 33 nds), c'est un "avis de grand frais".

## Signification
Bien que généralement associée aux dépressions météorologiques importantes, des vents assez fort pour produire cet avertissement peuvent aussi survenir dans d'autres conditions telles que la circulation entre un anticyclone et une dépression de moindre importance dans certains conditions à l'intérieur du continent. Cependant, l'avertissement n'est émis que pour les eaux navigables et les côtes car il s'adresse principalement aux intérêts maritimes. Le terme avertissement de vents forts ou vents violents est utilisé à la place dans les environnements non maritimes. L'avis est signalé par deux drapeaux rouges triangulaires, l'un placé au-dessus de l'autre; la présence d'un seul de ces drapeaux indiquant des vents de force légèrement inférieure.

## Exemple
« Avertissements maritimes
Avertissement de coups de vent en vigueur
Côte Centrale - de l'île McInnes à l'île Pine
émis à 16h00 HAP 04 mai 2009 par Environnement Canada
Des vents de « coup de vent » de 34 à 47 nœuds soufflent actuellement 
ou sont prévus sur ce secteur maritime. Veuillez consulter les plus récentes 
prévisions maritimes pour plus de détails et suivez l'évolution de la situation 
en écoutant les stations de la Garde côtière canadienne ou de Radiométéo. »